# Dannebrog (колёсная яхта)
HDMY «Dannebrog» или «Dannebrog» — датская королевская яхта с колёсно-паровой машиной, которая была спущена на воду в 1879 году и была в действии с 1880 по 1931 года. Сдана на слом в 1934 году.
Происхождение названия «Даннеброг» связано с названием государственного флага Дании. Яхта была названа в честь прошлых датских военных кораблей, носивших то же название.

## История яхты[2]

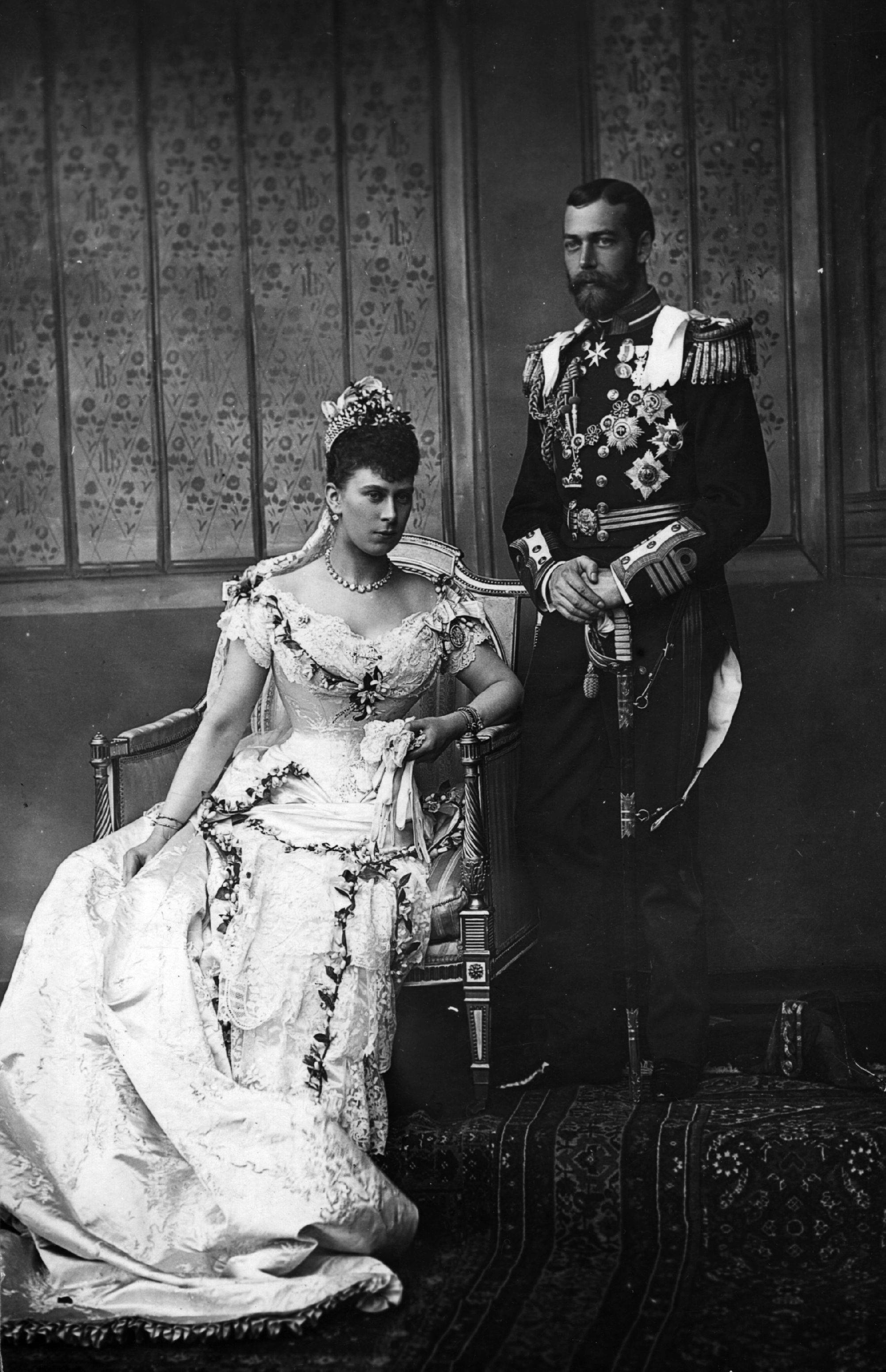
Герцог Йоркский и баден-вюртембергская принцесса Мария Текская в день бракосочетания в 1893 году

Колёсный пароход «Dannebrog», яхта, спущен на воду 6 октября 1879 года. Яхта вступила в состав флота Дании 7 июня 1880 года.
1880—1892 года. В течение летних месяцев яхта находилась в экспедициях в датских водах с посещением нескольких иностранных портов.
1893 год. Рейс в Англию в сопровождении крейсера «Valkyrien» случаю бракосочетания герцога Йоркского и баден-вюртембергской принцессы Марии Текской.
1902 год. Рейс в Орхус в связи с тем, что наследный кронпринц Кристиан и принцесса Александрина получили замок Марселисборг (дат. slottet Marselisborg) в подарок. В 1902 году завершилось строительство замка Марселесборг в Орхусе, который стал подарком паре от датского народа.

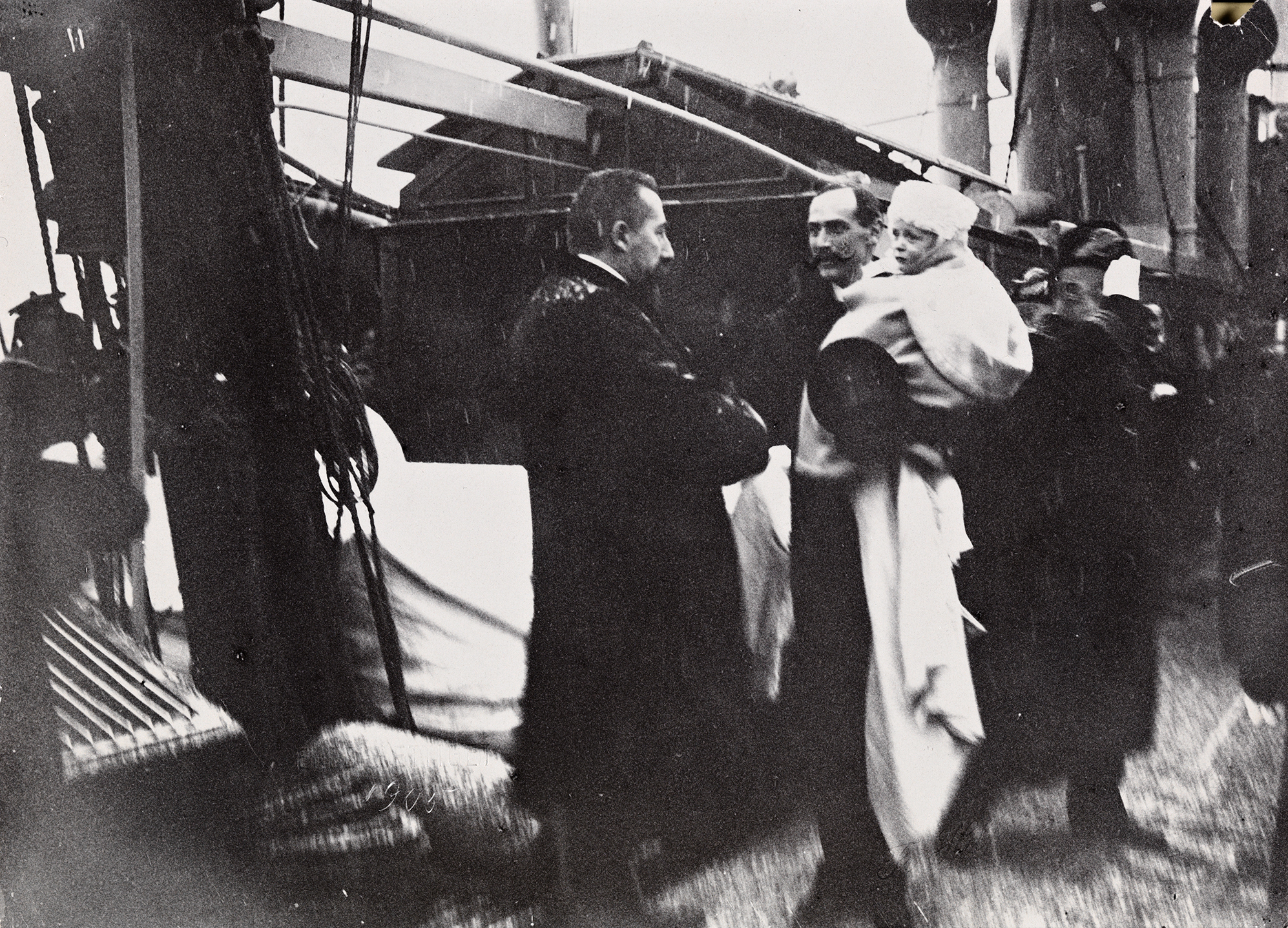
Премьер-министр Кристиан Микельсен приветствует назначенного короля Норвегии Хокона VII и принца Улафа V на норвежской яхте «Heimdal» 25 ноября 1905 года.

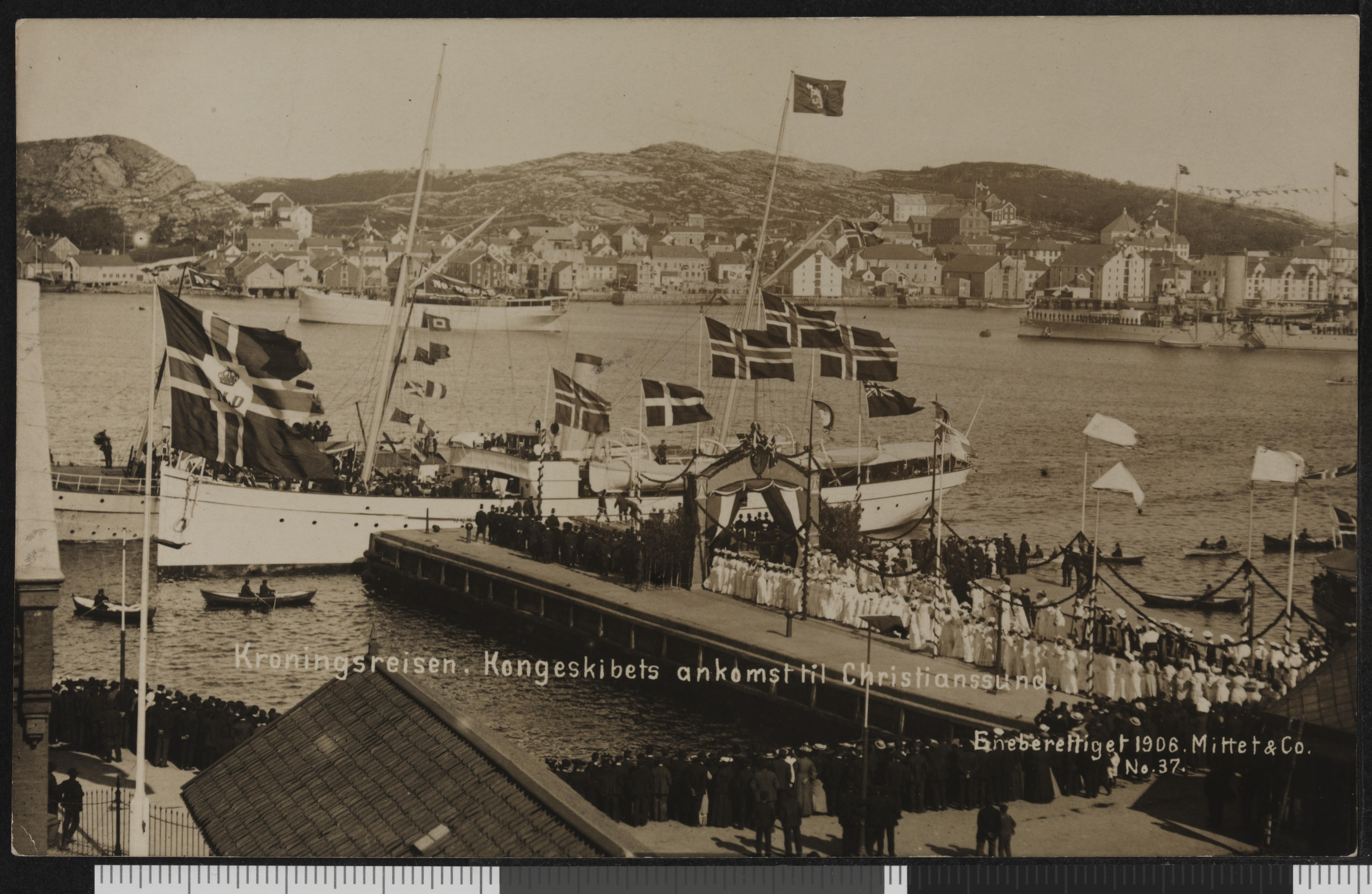
HNoMS «Heimdal» в порту Кристиании в ноябре 1905 года

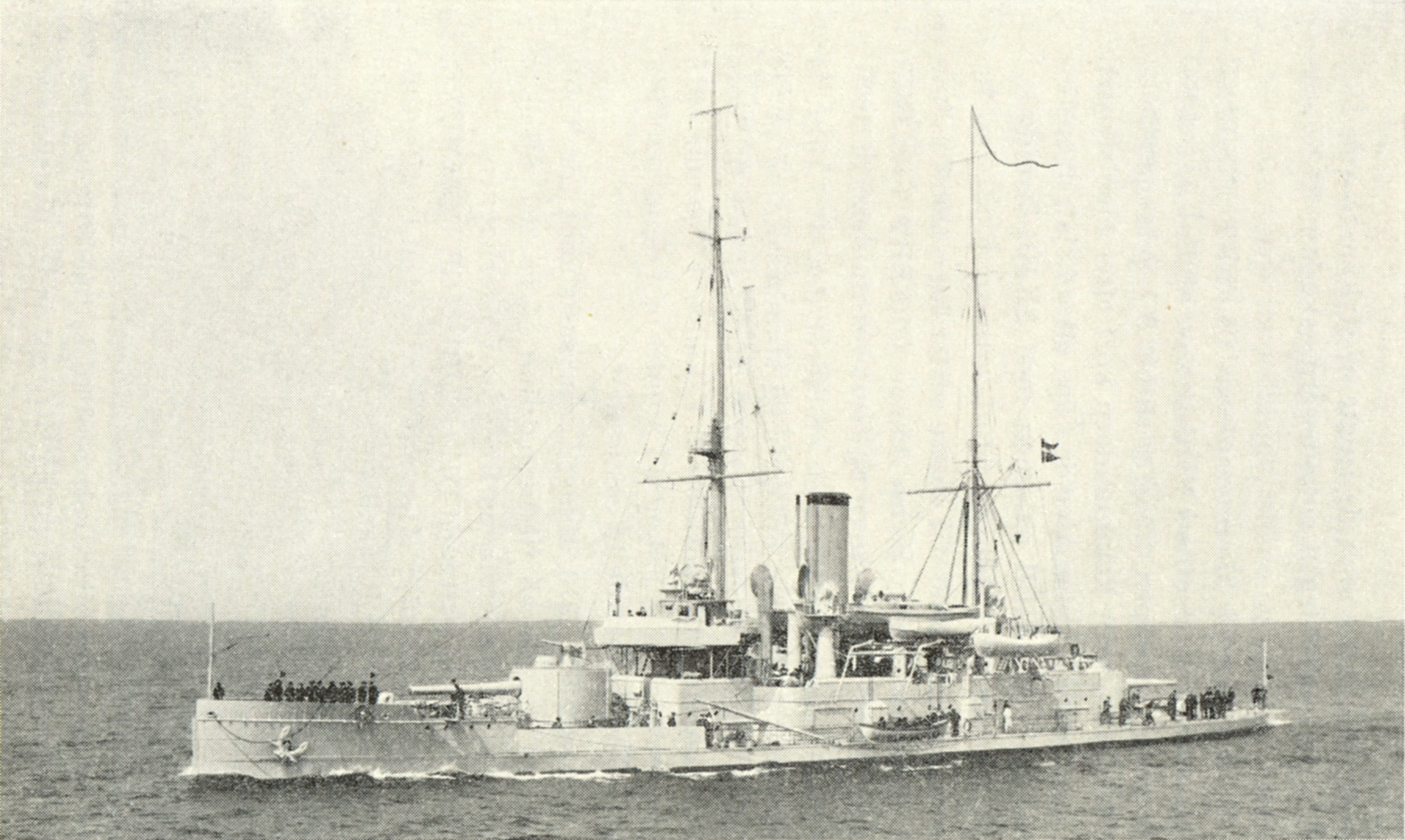
Бронированный корабль «Olfert Fischer» в 1913 году.

С 23 ноября по 1 декабря 1905 года. Рейс с принцем Карлом из Дании, который был коронован королём Норвегии Хоконом VII вместе с королевой Мод, королевой Мод и кронпринцем Норвегии Олавом в сопровождении бронированного корабля «Olfert Fischer» и крейсера «Gejser». Яхта историческая, на ней 25 ноября 1905 года норвежский король Хокон VII из датской династии прибыл с семьёй в Норвегию из Дании для занятия престола. Покинув Данию 23 ноября 1905 года на королевской яхте «Dannebrog», новая норвежская королевская семья прибыла в Осло-фьорд. У крепости Oscarsborg, или у Drøbak, они сели на норвежскую яхту «Heimdal». После трех дней пути от Дании, они прибыли в Кристианию (Осло) рано утром 25 ноября 1905 года на яхте «Heimdal». В Норвегии короля и его семью встречал премьер-министр Норвегии Кристиан Микельсен.
С 15 июня по 2 июля 1906 года в рейсе в сопровождении броненосеца «Херлуф Троль» (дат. "Herluf Trolle") и крейсера «Гекла» (дат. "Hekla") в Тронхейм, Норвегия, по случаю коронации на трон Норвегии короля Хокона VII и Королевы Мод. Коронация короля Хокона VII состоялась 22 июня 1906 года.
Декабрь 1906 года — 1907 год. Капитальный ремонт, когда длина яхты была увеличена до 72 метров и установлен разработанный главный двигатель большего размера. Тоннаж был одновременно увеличен до 1100 тонн. После этого ремонта у яхты стало две дымовые трубы.
1909 год. В летние месяцы экспедиции в датских водах, а с 11 по 23 июля рейс в Россию в сопровождении крейсера «Gejser».
С 14 по 17 мая 1912 года. Рейс вместе с кораблём береговой обороны «Olfert Fischer» в Травемюнде, чтобы перевести гроб с телом короля Фредерика VIII, который умер в Гамбурге 14 мая 1912 года. Затем рейс обратно в Копенгаген.
1913 год. В летние месяцы экспедиции в датских водах, а также визиты в Ландскрона (Швеция) и Росток (Польша).
1914 год. Заходы в Ширнесс, Дувр-Кале и Амстердам, а затем экспедиции в датских водах.
1914—1918 года. Очевидно яхта простаивала в годы Первой Мировой войны.
1919 год. В летние месяцы экспедиции в датских водах.
9 июля 1920 — 17 июля 1920. Рейсе в Южную Ютландию по случаю празднования воссоединения 10 июля 1920 года.
1921—1931 года. В летние месяцы экспедиции в датских водах.
В 1931 году на военно-морской верфи в Копенгагене была заложена новая яхта «Dannebrog», которую ввели в эксплуатацию 26 мая 1932 года. Старая колёсная яхта «Dannebrog» уже не значилась в списках королевского флота с 1931 года. Фурнитура старой яхты использовалась для оборудования новой королевской яхты «Dannebrog».
В июне 1934 года яхта продана на металлолом. Вероятно, колёсная яхта закончила свою жизнь на военно-морском заводе Кальюгансвэн у Хортена (сегодня это район Хортена — военно-морская слобода Karljohansvern), так как якорь старой яхты установлен как памятник у единственного автомобильного моста, соединяющего Хортен со слободой Кальюгансвэн (слобода находится на острове, отсоединённом от Хортена прорытым каналом для малых катеров).

## Капитаны яхты[2]

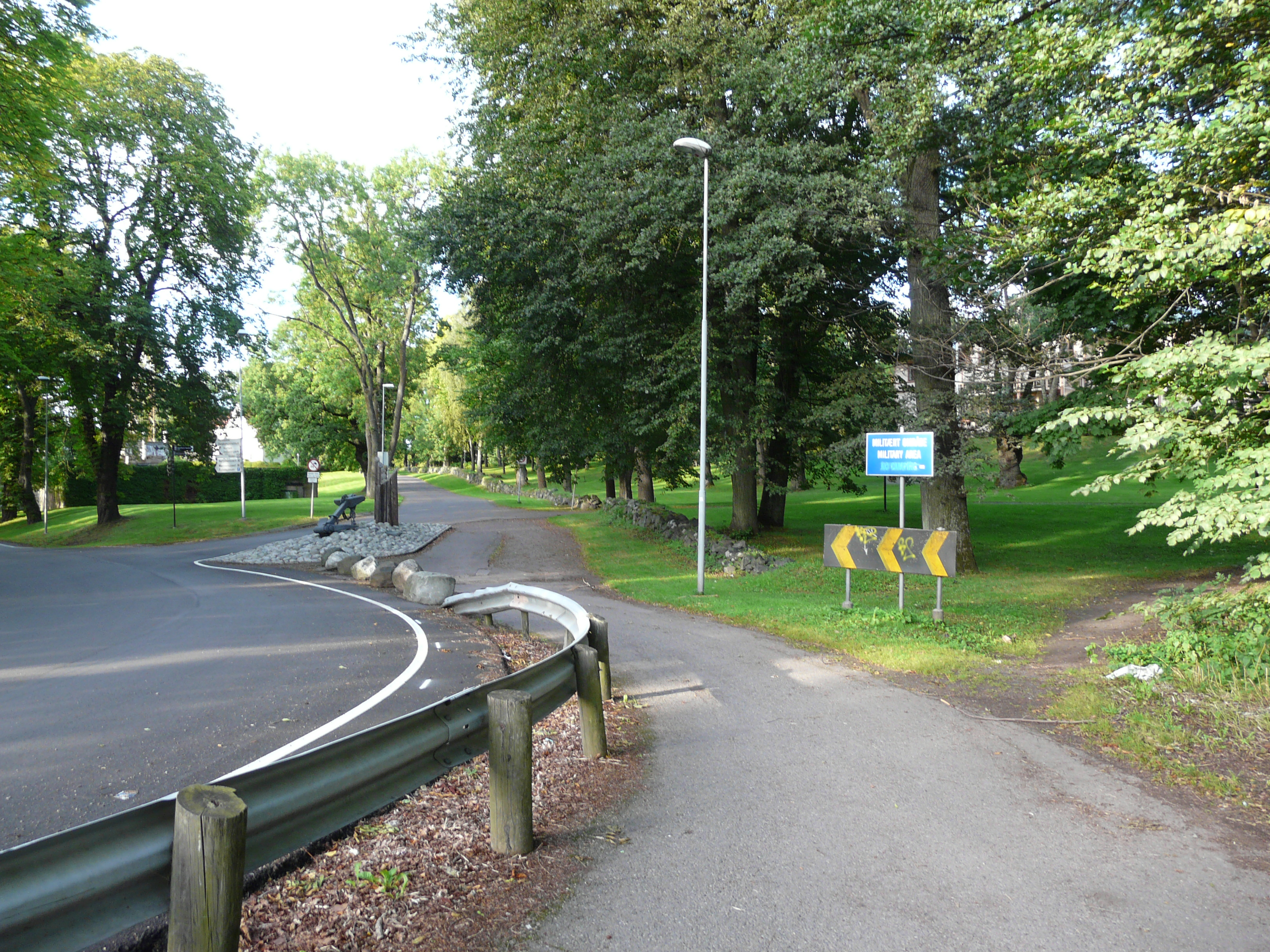
Якорь-памятник на территории военно-морской слободы Кальюгансвэн в Хортене, Норвегия. Справа установлен знак, указывающий направление в «Military area», то есть к самой слободе. Назад влево дорога ведёт к мосту, к центру Хортена.

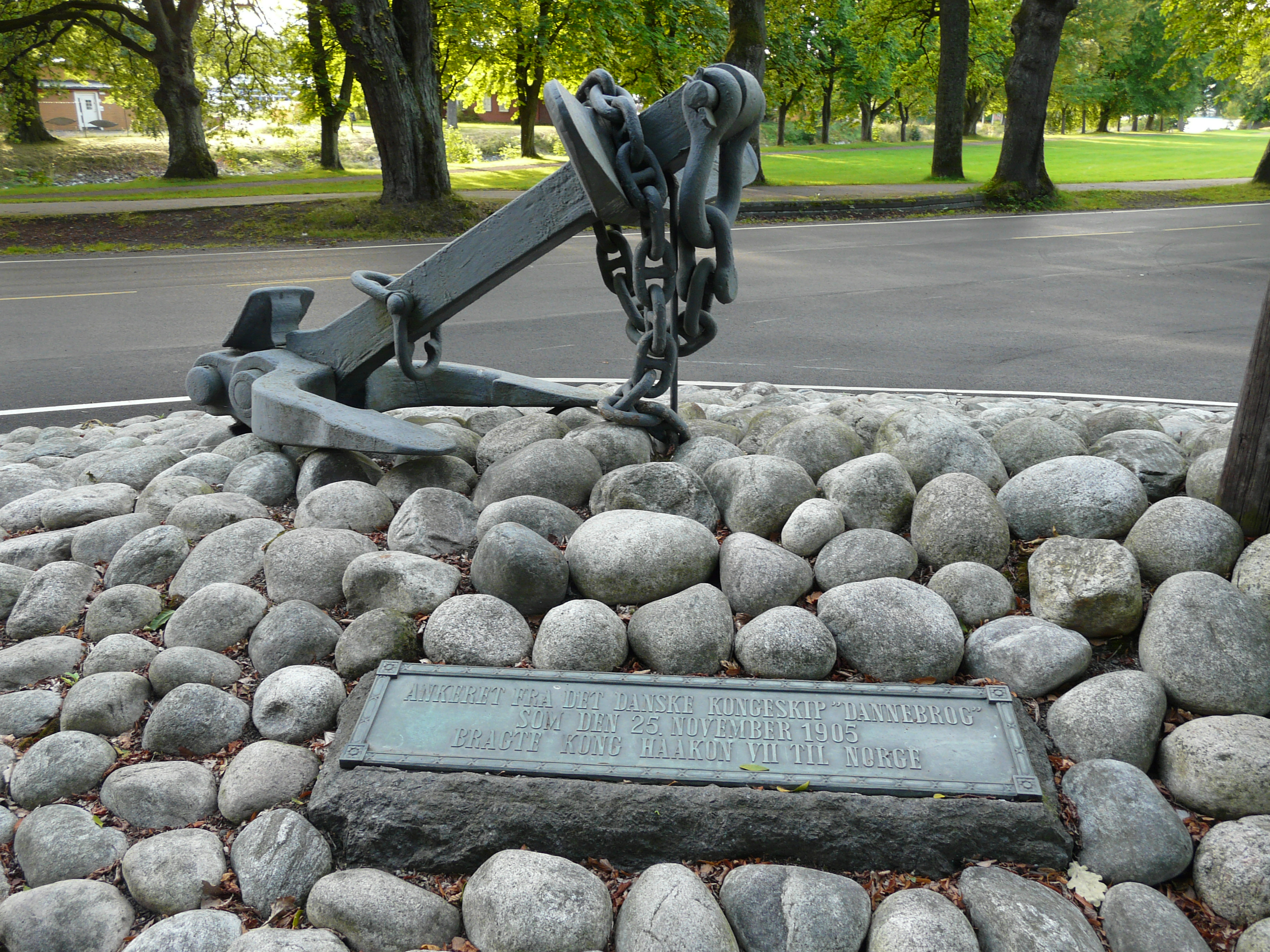
Якорь с датской колёсной королевской яхты «Dannebrog» (1879—1931 годов), установленный как памятник в Хортене, в районе Кальюгансвэн.

- 1880 год капитан G. J. J. P. Jacobson
- 1881 год капитан H. H. Koch
- 1882 год капитан P. C. H. U. Jessen
- 1883 год капитан L. A. Mourier, а с 10 октября 1883 года капитан H. P. Holm
- 1884 год капитан C. A. Garde
- 1885 год капитан H. H. Koch, а с 7 августа 1885 года капитан C. O. E. Normann
- 1886 год капитан C. O. E. Normann
- 1887 и 1888 года капитан G. E. Fugl
- 1889 год капитан T. Braëm
- 1890 и 1891 года капитан S. Bojesen
- 1892 и 1893 года капитан G. A. Caroc
- 1894 год капитан C. F. Scheller
- 1895 и 1896 года капитан A. C. de Fine Skibsted
- 1898 год капитан C. F. Scheller
- 1899 и 1900 год капитан O. J. M. Kofoed-Hansen
- 1901 год C. F. Maegaard
- 1902 и 1903 года капитан C. G. Schack, а с 6 октября 1903 года капитан J. L. Petersen
- 1904 и 1905 года капитан J. L. Petersen
- 1906 год капитан A. Garde
- 1910 и 1911 года командор C. V. E. Carstensen
- 1913 год командор H. F. Kiær
- 1928 и 1929 года командор E. Briand de Crèvecoeur

## Памятник
Якорь с датской колёсной королевской яхты «Dannebrog» (1879—1931 годов) установлен как памятник в Хортене, а точнее, в военно-морской слободе Хортена. У этого якоря-памятника табличка, описывающая историческое значение яхты с указанием даты 25 ноября 1905 года.